# Božuk
Božuk (mađ. Palotabozsok) je selo u južnoj Mađarskoj.
Zauzima površinu od 20,19 km četvornih.

## Zemljopisni položaj
Nalazi se na 46°8' sjeverne zemljopisne širine i 18°39' istočne zemljopisne dužine, sjeverno od Mohača. Vemen je 3 km zapadno, a Šumberak je 5,5 km južno.

## Upravna organizacija
Upravno pripada Mohačkoj mikroregiji u Baranjskoj županiji. Poštanski broj je 7727.

## Promet
Božuk se nalazi na željezničkoj prometnici Pečuh – Bacik. U selu je i željeznička postaja.

## Kultura
- pjevački zbor Edelweiss[1]

## Stanovništvo
U Božuku živi 1.071 stanovnik (2002.).

## Vanjske poveznice
- (mađ.) Palotabozsok honlapja
- (mađ.) Palotabozsok a Vendégvárón  Arhivirana inačica izvorne stranice od 1. prosinca 2004. (Wayback Machine)
- (engl.) Božuk na fallingrain.com